# Duilius modesta
Duilius modesta är en insektsart som först beskrevs av Géza Horváth 1894.  Duilius modesta ingår i släktet Duilius och familjen kilstritar. Inga underarter finns listade i Catalogue of Life.